# Hypogammaglobulinämie
Der Begriff Hypogammaglobulinämie beschreibt ein Krankheitsbild innerhalb der Gruppe der primären Immundefekte mit vorherrschendem Antikörpermangel.

## Begrifflichkeit
„Hypogammaglobulinämie“ wird größtenteils synonym gebraucht zu dem Begriff Agammaglobulinämie trotz des Unterschiedes, dass in ersterem Fall die Gammafraktion nur vermindert, in letzterem Fall gar nicht mehr vorhanden ist. Moderne Assays haben es ermöglicht, die meisten Agammaglobulinämien als tatsächliche Hypoglobulinämien zu identifizieren, was aber klinisch für gewöhnlich kaum relevant ist.
Die Hypogammaglobulinämie wird getrennt von der häufigeren Dysgammaglobulinämie betrachtet, die eine Verminderung einzelner Subtypen von Gammaglobulinen, aber nicht der Gesamtheit aller, darstellt. Letztere nimmt den Großteil der anderen ICD-10-Diagnosen unter der Rubrik D80 ein.
Leider ist daher die Literaturrecherche eingeschränkt aufgrund begrifflicher Unklarheiten und Mehrfachzuordnungen. Hypogammaglobulinämien und Dysgammaglobulinämien kommen aufgrund ihrer allgemein gehaltenen Bedeutung bei einer Vielzahl von Immundefekten wie dem CVID, der ICOS-Defizienz, dem Hyper-IgM-Syndrom oder dem WHIM-Syndrom als Begleitsymptomatik vor, siehe Literatur.
Sind die Gammaglobuline vermehrt, liegt eine Hypergammaglobulinämie vor.

## Klassifikation
Unterschieden werden kann zwischen:
- angeborene „primäre“ Hypogammaglobulinämie
- erworbene „sekundäre“ Hypogammaglobulinämie,  bei z. B. maligne Erkrankungen, vor allem des blutbildenden Systems.
- „Physiologische“ Hypogammaglobulinämie bei Säuglingen zwischen dem zweiten und sechsten Lebensmonat.[4] Die transitorische Hypogammaglobulinämie bei Neugeborenen mit Serum-IgG-Spiegeln unter 3–4 g/l ist bedingt durch abnehmenden Nestschutz und die in weniger als 1:1000 Fällen nicht ausreichend überlappend einsetzende Eigenproduktion an Antikörpern. Das Risiko für schwere bakterielle Infektionen ist in dem Zeitintervall vom 2. bis 6. Lebensmonat erhöht. Die Erkrankung hat eine exzellente Prognose und ist durch spontane Normalisierung sowie leicht reduzierte Impferfolgsraten gekennzeichnet.

## Komplikationen
- Mangelnde Impfreaktion auf Impfantigene
- erhöhte Neigung zu bakteriellen Infekten, insbesondere der oberen Luftwege, Haut, Meningen und des Gastrointestinaltraktes

## Im Rahmen von Syndromen
Bei einigen Syndromen ist eine Hypogammaglobulinämie ein Hauptmerkmal:
- Geistige Retardierung, X-chromosomale – Hypogammaglobulinämie – progressive neurologische Ausfälle, X-chromosomal-rezessiv, Mutationen am Genort Xq21.33q23[5]
- IGHD3 (Kleinwuchs durch isolierten Wachstumshormonmangel mit X-chromosomaler Hypogammaglobulinämie), X-chromosomal-rezessiv, Mutationen im BTK-Gen an Xq22.1[6][7]
- Osteopetrose – Hypogammaglobulinämie – Syndrom (Osteopetrose mit Osteoklastenmangel und Hypogammaglobulinämie, autosomal-rezessive Form), autosomal-rezessiv, Mutationen am TNFRSF11A-Gen an 18q21.33[8][9]
- WHIM-Syndrom (Warzen – Hypogammaglobulinämie – Infektionen – Myelokathexis), teilweise autosomal-dominant, Mutationen am CXCR4-Gen an 2q22.1[10][11]